# إدغاردو غونزاليس
إدغاردو غونزاليس (بالإسبانية: Edgardo González)‏ (مواليد 30 سبتمبر 1936) هو لاعب كرة قدم. يلعب مع منتخب الأوروغواي لكرة القدم. سبق له أن لعب في كأس العالم لكرة القدم مع منتخب بلاده.

## روابط خارجية
- إدغاردو غونزاليس على موقع الاتحاد الدولي (مؤرشف)  (الإنجليزية)
- إدغاردو غونزاليس على موقع الاتحاد الأوربي (الإنجليزية)
- إدغاردو غونزاليس على موقع قاعدة بيانات كرة القدم.إي يو (الإنجليزية)
- إدغاردو غونزاليس على موقع ناشيونال فوتبول تيمز (الإنجليزية)
- إدغاردو غونزاليس على موقع Soccerway.com (الإنجليزية)